# بوقية فرانكية
البوقية الفرانكية (باللاتينية: Fritillaria frankiorum) نوع نباتي ينتمي إلى جنس البوقية من الفصيلة الزنبقية.

## الموئل والانتشار
موطنه بلاد الشام وتركيا.